# Przygody Dollie
Przygody Dollie (ang. The Adventures of Dollie) – amerykański krótkometrażowy film akcji z 1908 roku w reżyserii Davida Warka Griffitha i G. W. Bitzera. Film był debiutem reżyserskim Griffitha. Kopia filmu znajduje się w archiwum filmowym Biblioteki Kongresu Stanów Zjednoczonych. Film opowiada historię młodej dziewczyny uprowadzonej przez romskiego domokrążcę, która zostaje uwięziona w beczce płynącej w kierunku wodospadu.

## Fabuła
Podczas pięknego letniego dnia, ojciec i matka Dollie postanawiają zabrać swoją córkę nad rzekę. Spotykają tam romskiego domokrążcę, który w odwecie za odmowę zakupu jego towarów atakuje Dollie i jej matkę. Natychmiast powstrzymuje go jednak głowa rodziny. W późniejszym czasie domokrążca wykorzystując chwilową nieuwagę rodziców porywa dziewczynkę, po czym rodzice organizują grupę poszukiwawczą. Para Romów umieszcza Dollie w beczce na końcu powozu, która wypada podczas przeprawy przez rzekę i płynie wraz z nurtem w kierunku wodospadu.

## Obsada
- Arthur V. Johnson – Ojciec
- Linda Arvidson – Matka
- Gladys Egan – Dollie
- Charles Inslee – Cygan
- Madeline West – Żona Cygana
- Mrs. George Gebhardt